# ハール・アルフレッド

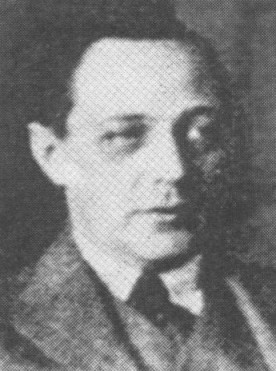
ハール・アルフレッド

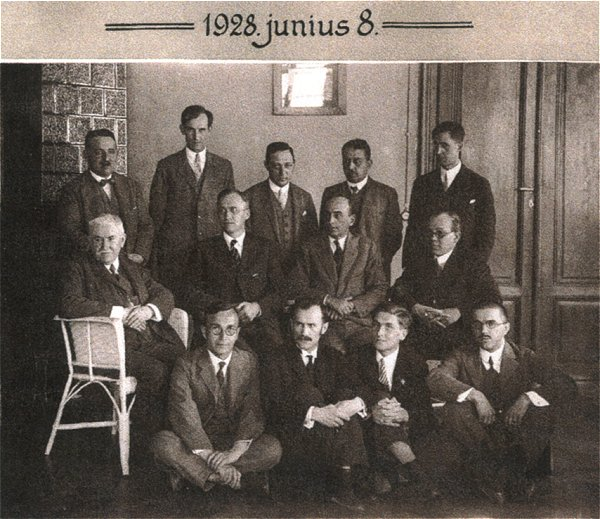
1928年セゲド大学での会議。立ち位置の一番左がリース・フリジェシュ、左から三番目がハール・アルフレッド。椅子に座っている中で一番左がクルシャーク・ヨーゼフ

ハール・アルフレッド（Haar Alfréd、1885年10月11日 - 1933年3月16日）は、ブダペストに生まれたハンガリー王国の数学者である。1904年、ゲッティンゲン大学で勉学を始めた。博士課程の指導教授はダフィット・ヒルベルトだった。ハール測度、ハールウェーブレット、ハール変換の名はハールの功績に因んでいる。1912年から1919年までの間、クルジュ＝ナポカのフェレンツ・ヨージェフ大学で教鞭を執った。リース・フリジェシュと共に、セゲド大学を数学の中心地にした。また、リースと共にActa Scientiarum Mathematicarum雑誌を創刊した。

## 生涯
ハールは1885年10月11日にブダペストで、 Haar Ignácと Fuchs Emmaの間にユダヤ系ハンガリー人として生まれた。1903年に中等学校であるファショリ・ギムナージウムを卒業した。そこではラッツ・ラースローの生徒だった。ハールはブダペストで大学生活を開始し、その後ゲッティンゲン大学に移り、数学と科学を専攻した。教育を受けた多くの有名な教授の中でも、エトヴェシュ・ロラーンド、クルシャーク・ヨーゼフ、コンスタンティン・カラテオドリ、ダフィット・ヒルベルト、フェリックス・クライン、エルンスト・ツェルメロに影響を受けた。
中等学校の間、中等学校の生徒向けの数学雑誌Középiskolai Matematikai Lapokと協力し、国家エトヴェシュ・ロラーンド数学コンペティションで勝利した。ハールはブダペスト工科経済大学に化学工学の学生として入学したが、同年にブダペスト大学に移り、そして一年後、ゲッティンゲン大学に移った。ハールの博士研究はヒルベルトの指導下にあり、1909年博士号を取得した。49ページの博士論文では、スツルム・リウヴィル関数と球関数の系が研究され、現在広く用いられているハール直交系が導入されている。同年、ハールは教授資格(habilitation)を取得し、ゲッティンゲン大学の私講師となった。
1902年、オーストリア・ハンガリー帝国のKolozsvár (現在ルーマニアのクルジュ＝ナポカ)のフェレンツ・ヨージェフ大学が、教員に加入してもらうため、ハールをファルカシュ・ジュラとリース・フリジェシュと共に大学へ招待し、ハールは「Quatitics」の教授となった。その時からのハールの数多くの講義ノートが後に書籍として出版された。トランシルヴァニアをルーマニアに割譲するという内容のトリアノン条約の後、大学は新しい国境内にある最も近い都市であるセゲドに移転しなければならなくなった。その地を、ハールはリースと共に数学の中心地として確立し、そして国際的に認められた最初のハンガリー数学雑誌であるActa Scientiarum Mathematicarumを創刊した。
セゲド大学でのハールの弟子の一人が、ショーケファルヴィ＝ナジー・ベラであった。
ハールは1933年3月16日に胃癌で亡くなった。

## 研究分野
ハールの研究成果は解析学と位相群の分野からのものであり、特に関数直交系、特異積分、解析関数、微分方程式、集合論、関数近似、変分法を研究した。

## 著作物
- Haar, A., Zur Theorie der orthogonalen Funktionensysteme, (Erste Mitteilung), Math. Ann. 69 (1910), 331–371 (at GDZ). (This is Haar's thesis, written under the supervision of David Hilbert.)
- Haar, A., Die Minkowskische Geometrie und die Annäherung an stetige Funktionen, Math. Ann. 78 (1918), 294–311 (at GDZ).